# Wolfgang Sämann
Wolfgang Sämann (* 16. Januar 1940 in Pratau) ist ein deutscher Erzähler und Romanautor.

## Leben
Sämann war ursprünglich im Werkzeugbau beschäftigt, bevor er 1977 sein literarisches Debüt feierte. Mit seiner ersten Erzählung „Der Anfang der Reise“, sucht der Wahlberliner einen Anschluss an die europäische Moderne. Sein Erzählstil, der Monolog, Protokoll, Reflexion, Traum, Rückblenden und geradliniges Voranschreiten der Handlung verbindet, versucht mit Geschichten aus dem Alltag zu fesseln.
Seine zweite Erzählung „Das Haus des Dr. Pondabel“ stieß auf ein geteiltes Echo, zumal sie nicht in Tradition der sozialistischen Literatur steht. Er griff das Thema Flucht aus der DDR auf und setzte sich mit seiner Erzählung Abends kommt immer noch ein bißchen Nebel mit der Bedrohung durch eine Umweltkatastrophe auseinander.

## Werkauswahl
- Der Anfang einer Reise, Rostock, 1977
- Das Haus des Dr. Pondabel. Erzählungen, Rostock, 1979
- Der Lichtblick. Drei Erzählungen, Rostock, 1981
- Das Mädchen aus dem Hochlandwind, Rostock, 1987, ISBN 3-356-00060-8
- In der Tiefe des Takyr, Rostock, 1989, ISBN 3-356-00231-7
- Die Häuser des Babi Jaga, In: NDL / Neue Deutsche Literatur, H. 443/11, 1989, S. 99–103
- Abends kommt immer noch ein bißchen Nebel, Rostock 1988, ISBN 3-356-00156-6
- Mein Leben im Caravan, 2001, ISBN 3-371-00359-0
- Der zweite Atem, 2002, ISBN 3-933116-85-6
- Malthus, Offenbach, 2004, ISBN 3-936751-23-4
- In der Steppe, Arnim Otto Verlag, 2005, ISBN 3-936751-52-8
- Hochzeit im Fegefeuer, 2006, ISBN 3-936751-71-4
- Fläminglieder, 2007, ISBN 978-3-936751-98-7